# هدایت پرواز برقی

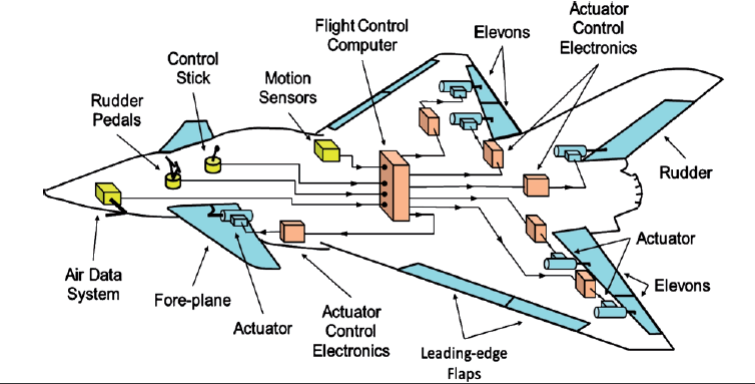
هدایت پرواز برقی

هدایت پرواز برقی یا پرواز با سیم (انگلیسی: Fly-by-wire) نوعی سامانهٔ هدایت پرواز است که در آن به جای سیستمهای مکانیکی، از نشانک‌دهی/ سیگنال‌دهی الکتریکی برای اعمال تغییر در سطوح کنترل پرواز یک هواگرد استفاده می شود. در این روش کامپیوتر کنترل پرواز از طریق ارتباطات سیمی میزان تغییر مورد نیاز هر سطح کنترل را تعیین می کند.